# Turdus ruficollis
O Turdus ruficollis é uma ave pertencente ao género Turdus, nativa da Ásia.